# Leva honrada
La Leva honrada fueron levas anuales legisladas por la Real Ordenanza expedida por vía reservada de Guerra en Aranjuez el 7 de mayo de 1775 para el recogimiento de vagos y mal entretenidos y destinarlos a las armas.

## Depósitos
Se establecieron para recoger a los citados cuatro depósitos generales, uno en La Coruña, otro en Zamora, otro en Cádiz, y el cuarto en Cartagena y posteriormente de su llegada se les formaba su asiento y filiación en la compañía a que eran destinados en los citados depósitos, y se les destinaba oficiales de los agregados a plaza que ponían en buen orden y disciplina a los citados.

## Mandos
- Un capitán
- Un teniente
- Un subteniente
- Un Primer Sargento
- Dos Segundos
- Cuatro cabos primeros
- Un tambor
- Cien soldados
- Los sargentos, cabos, tambores y soldados de la leva honrada se les consideraba como plaza de infantería sin diferencia alguna y habían de guardar igual disciplina y subordinación, y gozaban de fuero militar desde su incorporación a las compañías de leva honrada

## América
Con los citados soldados de leva honrada se habían de completar los cuerpos que fueran de guarnición a América y regimientos fijos que se hallaban en aquellos dominios siempre que hubiera una proporción que no debilitase los demás regimientos ni fueran extraídos de ellos a los reemplazos que daban los pueblos
Por la misma consideración, cuando algún cuerpo se embarcara para relevar las guarniciones de las plazas de las Indias o servir en los citados dominios, podían quedar los reemplazos que tuviere en otros regimientos de este ejército para cumplir en ellos su tiempo y se completara esta falta al cuerpo que se embarcara con otros tantos soldados de leva honrada, método para aliviar a los sorteados

## Características
Las circunstancias para servir de los vagos y mal entretenidos eran las siguientes :
- No tuvieran delito feo
- De 16 a 36 años
- Talla 5 pies

Los que carecían de las citadas circunstancias se les destinaba al servicio de bajeles o se seguía su causa, según la naturaleza de sus crímenes.

## Otras regulaciones
Posteriormente a la ordenanza citada se expidieron algunas Reales Órdenes sobre los individuos de las citadas compañías de leva honrada.